# Хачиров, Сергей Иванович
Сергей Иванович Хачиров (осет. Хацырты Сергей; 1 марта 1918 года, село Нижний Цубен — 15 октября 2007 год, Владикавказ) — советский и юго-осетинский поэт, прозаик и драматург.

## Биография
Родился в 1918 году в крестьянской семье в селе Нижний Цубен. В раннем детстве осиротел, воспитывался бабушкой. Начальное образование получил в школе села Заккор, потом в 1933 году переехал в Северную Осетию и продолжил своё образование в семилетке в Алагире. В 1934 году поступил на учёбу в Северо-Осетинский педагогический техникум, по окончании которого работал заведующим отделом культуры и искусства в редакции газеты «Молодой коммунист». В 1937 году опубликовал свои первые стихотворения на страницах северо-осетинской периодической печати. В 1942 году получил высшее образование в Северо-Осетинском педагогическом институте и стал работать директором средней школы в селе Црау. С 1943 по 1945 года — заведующий отделом комсомольской жизни газеты «Растдзинад» в Орджоникидзе, с 1945 по 1948 года — работал в Главлите Северной Осетии и с 1948 по 1951 года — учился в аспирантуре Северо-Осетинского педагогического института.
В 1955 году возвратился в Южную Осетию, где стал работать директором книжного издательства «Ирыстон» в Цхинвале. Позднее работал редактором литературно-музыкального вещания Юго-Осетинского радио, заведующим прозы литературного журнала «Фидиуӕг».
Автор многочисленных рассказов, стихотворений, пьес, романов, критических статей. В 1988 году опубликовал отдельным изданием свой первый сборник стихотворений. Его лирическая поэзия привлекала внимание осетинских композиторов Христофора Плиева, Зинаиды Хабаловой, Дудара Хаханова, Тимура Харебова. Стихотворения «Горӕты фембӕлдтӕн чызгыл» (В городе встретился с девушкой), «Арф кӕмтты Леуахи зары» (В ущельях поёт Лиахва), «Кӕм дӕ агурон» (Где мне тебя искать), положенные на музыку, приобрели большую популярность в советское время и стали восприниматься как народные песни. Написал пьесы «Ӕрдхӕрдтӕ» (Друзья), «Ӕхсарджынты кадӕг» (Поэма о героях), «Тулгӕ дур» (Катящийся камень), которые были поставлены на сценах осетинских театров. Автор пьесы «Дудар ӕмӕ йӕ хӕлӕрттӕ» (Дудар и его друзья), которая считается первой сатирической пьесой в осетинской драматургии.
Его роман «Хӕхты фӕдисон» (в русском переводе — «Тревога»), посвящённый борьбе осетинского народа за свою независимость, стал второй тетралогией в осетинской литературе.
Скончался в 2007 году во Владикавказе.